# Parafia św. Mikołaja w Lubli
Parafia św. Mikołaja w Lubli – parafia rzymskokatolicka z siedzibą w Lubli, w dekanacie Frysztak, w diecezji rzeszowskiej.

## Historia parafii
Lubla należała do wczesnych osad na Podkarpaciu. Istnieje przywilej fundacyjny księcia krakowskiego Kazimierza Sprawiedliwego, w którym figuruje Lubla jako darowizna przekazana przez hrabiego Mikołaja z Bogorii cystersom w Koprzywnicy. W ciągu dziejów zatwierdzana była przez książąt i królów polskich jako własność klasztoru. W 1780 roku cesarz Józef II Habsburg po konfiskacie posiadłości cystersów, włączył wieś i dwór do dóbr kameralnych cesarskich. W 1808 roku rząd austriacki sprzedał wieś i folwark na licytacji.

## Zabytki
Kościół
Zabytek grupy I zbudowany z racji założenia parafii przez opata cystersów Mikołaja Grota (?) około połowy XV wieku. Poprzednio istniała prawdopodobnie kaplica dojazdowa na pagórku zwanym Świętej Trójcy (od strony wschodniej obecnego kościoła). Kościół był wiele razy remontowany szczególnie w latach: 1838, 1862, 1928, 1945-46. Wieżę zbudowano w 1793 r. jednak w sierpniu 1944 r. została zniszczona. Zrekonstruowano ją w 1995 r. Ołtarze w stylu barokowym pochodzą z lat 1709, 1769. Polichromię odnawiano w 1880, 1929, 1968 i złocenie w 1970 r. Stare organy były z XVII wieku, obecne 11-głosowe z 1962 r. 
Kaplica
Obsługiwana była przez kapłanów sąsiedniej parafii Frysztak lub Dobrzechów.
Plebania
Stała na wzgórzu naprzeciw i poniżej obecnej dzwonnicy. Według starej kroniki w 1760 r. zbudowano następną plebanię z drewna krytą słomą. Z końcem XVIII w. wybudowano plebanię murowaną krytą gontem. W 1841 r. dziedzic wybudował plebanię z dworskiej cegły w miejscu dzisiejszej studni. Plebanię istniejącą do dziś zbudowano w 1911 r. 
Szkoła parafialna
Jak podają protokoły wizytacyjne biskupów krakowskich, od 1595 r. oraz protokoły z 1602 i 1608 r. podają, że stała w miejscu starej organistówki. 
W 1880 r. zbudowano nową szkołę na placu pocmentarnym i przemieniono ją na gminną, a później państwową. Obecna nowa szkoła zbudowana jest na miejscu dawnego dworu.

## Zasięg parafii
Do parafii należą wierni z następujących miejscowości: Lubla - 1468; Bukowy Las, 5 km - 200; Granice, 3 km - 60; Sośnina, 2 km - 125

## Cmentarz
Parafialny - 2,06 ha z kaplicą cmentarną